# Benjamín González
Benjamín González Gómez (ur. 12 kwietnia 1958 w Madrycie, zm. 6 czerwca 2011 w Atxarte w prowincji Vizcaya) – hiszpański lekkoatleta specjalizujący się w biegach sprinterskich i średniodystansowych, dwukrotny uczestnik letnich igrzysk olimpijskich (Moskwa 1980, Los Angeles 1984).

## Sukcesy sportowe
- trzykrotny mistrz Hiszpanii w biegu na 400 metrów – 1980, 1981, 1982[1]
- trzykrotny halowy mistrz Hiszpanii w biegu na 400 metrów – 1980, 1981, 1982[2]
- dwukrotny halowy mistrz Hiszpanii w biegu na 800 metrów – 1984, 1985

| Rok  | Miasto     | Zawody                     | Konkurencja        | Wynik         |
| ---- | ---------- | -------------------------- | ------------------ | ------------- |
| 1982 | Mediolan   | Halowe mistrzostwa Europy  | bieg na 400 m      | brązowy medal |
| 1983 | Casablanca | Igrzyska śródziemnomorskie | sztafeta 4 × 400 m | brązowy medal |
| 1985 | Pireus     | Halowe mistrzostwa Europy  | bieg na 800 m      | 6. miejsce    |
| 1985 | Paryż      | Światowe igrzyska halowe   | bieg na 800 m      | srebrny medal |

## Rekordy życiowe
- bieg na 400 metrów – 46,48 – Bukareszt 24/07/1981
- bieg na 400 metrów (hala) – 47,41 – Mediolan 07/03/1982
- bieg na 800 metrów – 1:46,53 – Madryt 14/06/1985
- bieg na 800 metrów (hala) – 1:47,55 – Pireus 02/03/1985